# 紀元前459年
紀元前459年（きげんぜん459ねん）は、ローマ暦の年である。
当時は、「ウィブラヌスとウリティヌスが共和政ローマ執政官に就任した最初の年」として知られていた（もしくは、それほど使われてはいないが、ローマ建国紀元295年）。紀年法として西暦（キリスト紀元）がヨーロッパで広く普及した中世時代初期以降、この年は紀元前459年と表記されるのが一般的となった。

## 他の紀年法
- 干支 : 壬午
- 日本
  - 皇紀202年
  - 孝昭天皇17年
- 中国
  - 周 - 貞定王10年
  - 秦 - 厲共公18年
  - 晋 - 出公16年
  - 楚 - 恵王30年
  - 斉 - 平公22年
  - 燕 - 孝公39年
  - 趙 - 襄子17年
- 朝鮮
  - 檀紀1875年
- ベトナム :
- 仏滅紀元 : 86年
- ユダヤ暦 : 3302年 - 3303年

## できごと

### ペルシア
- ユダヤ教の聖職者エズラが、約5000人のユダヤ教徒を率い、バビロンからエルサレムに移動した。

### ギリシア
- アテナイは、カルタゴから圧力を受けていたメガラと同盟を結んだ。この同盟は、コリントスとアテナイの間に戦争を引き起こした。この戦争の最初の戦いは、アルゴリダの湾で行われ、コリントスが勝利したが、次の戦いではアテナイが勝利した。

### 共和政ローマ
- 戸口調査が行われ、人口は11万7319人であった。
- ウォルスキ族がアンティウムを攻撃し、執政官ファビウス・ウィブラヌスが救援に向かって勝利した。更にアエクイ族がトゥスクルムを攻撃したため、ウィブラヌスは軍を急行させ撃退した。もう一人の執政官ルキウス・コルネリウス・マルギネンシス・ウリティヌスもローマから逆に侵攻をかけ、アエクイとの和平が結ばれた。

### シチリア
- （シケリアのディオドロスによると、）モルガンティーナの町がDucetiusに破壊された。